# Silbanaco
Silbanaco (em latim: Silbannacus), cujo primeiro nome abreviado era Mar., é uma figura misteriosa que, acredita-se, tenha sido um usurpador durante o reinado de Filipe, o Árabe (r. 244-249) ou entre a queda de Emiliano e a ascensão de Valeriano (253).

## História
Silbanaco é conhecido por uma única moeda, um antoniniano supostamente encontrado em Lorraine e que está atualmente no Museu Britânico. Esta moeda traz no anverso o retrato do usurpador com a legenda IMP MAR SILBANNACVS AVG ("Imperador Mar. Silbanaco Augusto"). O reverso mostra Mercúrio segurando Vitória e um caduceu, com a inscrição VICTORIA AVG como legenda. O nome Silbannacus é de origem celta por conta do sufixo "-acus". Dado o local onde a moeda foi encontrada, é possível que ele tenha sido um comandante na Germânia Superior. Como ela foi datada no período de Filipe, o Árabe, é possível que ele tenha se revoltado contra Filipe e que seu movimento tenha acabado no reinado de Décio, pois Eutrópio (ix.4) relata uma bellum civile ("guerra civil") sendo suprimida na Gália nesta época.
O estudo sobre um segundo antoniniano foi publicado em 1996 e esta moeda trazia uma legenda mais curta (MARTI PROPVGT - "À Marte, o defensor"). Pelo estilo, a moeda foi cunhada em Roma e, como estas legendas encurtadas aparecem também nas moedas de Emiliano de 253, Silbanaco pode ter conseguido se sobressair durante a marcha de Valeriano para tomar Roma. Uma interpretação destes fatos leva-nos a crer que Silbanaco seria um oficial que fora deixado como guarnição de Roma quando Emiliano partiu para enfrentar Valeriano. Depois da derrota e assassinato de Emiliano, em setembro de 253, Silbanaco teria tentado a sorte com o apoio das tropas estacionadas em Roma, mas acabou sendo rapidamente eliminado pelas forças fieis a Valeriano e seu filho, Galiano.